# Đội tuyển Davis Cup Nigeria
Đội tuyển Davis Cup Nigeria đại diện Nigeria ở giải đấu quần vợt Davis Cup và được quản lý bởi Liên đoàn quần vợt Nigeria.
Nigeria hiện tại thi đấu ở Nhóm II khu vực Âu/Phi. Họ vào đến bán kết nhóm I năm 1988 và 1989

## Lịch sử
Nigeria tham gia kì Davis Cup đầu tiên vào năm 1974.

## Đội hình hiện tại (2017)
- Abdulmumuni Babalola
- Joseph Imeh
- Clifford Enosoregbe
- Sylvester Emmanuel